# Mohammad-Amin Riahi

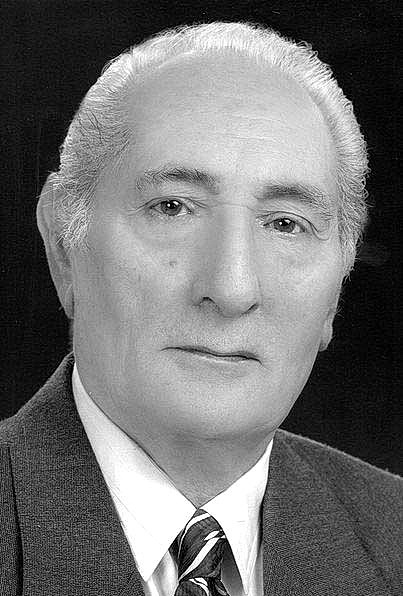
Mohammad-Amin Riahi

Mohammad-Amin Riahi (persisch محمدامین ریاحی; * 1. Juni 1923 in Choi; † 15. Mai 2009 in Teheran) war ein iranischer Literaturwissenschaftler, Historiker und Politiker.

## Leben
Riahi promovierte an der Universität Teheran im Fachbereich Persische Literatur unter Badiozzaman Forouzanfar. Neben einigen kulturellen Positionen war Riahi Professor an derselben Universität, Gründungsmitglied und späterer Präsident der Shahnameh Foundation (1971–1979), Vize-Vorsitzender der Iranischen Akademie der Literatur und Künste sowie iranischer Bildungsminister (1979).
Riahi war Mitverfasser des Dehchodas Lexikon und der Encyclopædia Iranica sowie Autor und Herausgeber einiger Fachbücher. Er ist bekannt für seine Forschung über die Schahnameh und Ferdowsi, Hafis, und über das Alt-Aserbaidschanische. Er veröffentlichte kritische Ausgaben einiger der bedeutendsten klassischen Werke persischer Literatur wie Mersad-al-ebad und Nozhat-al-majalis. Eine Auswahl seiner über einen Zeitraum von 60 Jahren veröffentlichten Fachartikel sind im Buch Forty essays on language, literature and history of Iran zusammengefasst.

## Schriften (Auswahl)

### Kritische Ausgaben Persischer Literatur
- Jahan-Nameh, Mohammad ibn Najib Bakran (1963)
- Meftah-al-Moamelat, Mohammad ibn Ayub Tabari (1970)
- Mersad-al-ebad, Nadschmuddin Daya Razi (1973)
- Alamaraye Naderi, Mohammad-Kazem Marvi (1983)
- Nozhat-al-majalis, Jamal Khalil Sharvani (1996)

### Fachbücher
- Kisai Marvazi, his life and poetry. (1988)
- Poetry and thoughts of Hafiz. (1988)
- Persian language and literature in Ottoman territory. (1990)
- A History of Khoy. (1993)
- Early sources on Ferdowsi and Shahnameh. (1993)
- Ferdowsi, his life, thoughts and poetry. (1996)
- Forty essays on language, literature and history of Iran. (2000)